# Bentonville (Arkansas)
Bentonville és una població dels Estats Units a l'estat d'Arkansas. Segons el cens del 2007 tenia 33.744 habitants.

## Demografia
Segons el cens del 2000, Bentonville tenia 19.730 habitants, 7.458 habitatges, i 5.265 famílies. La densitat de població era de 358,7 habitants/km².
Dels 7.458 habitatges en un 40,1% hi vivien nens de menys de 18 anys, en un 55,6% hi vivien parelles casades, en un 11,9% dones solteres, i en un 29,4% no eren unitats familiars. En el 24,4% dels habitatges hi vivien persones soles el 6,7% de les quals corresponia a persones de 65 anys o més que vivien soles. El nombre mitjà de persones vivint en cada habitatge era de 2,59 i el nombre mitjà de persones que vivien en cada família era de 3,11.
Per edats la població es repartia de la següent manera: un 29,5% tenia menys de 18 anys, un 9,8% entre 18 i 24, un 34,2% entre 25 i 44, un 17,9% de 45 a 60 i un 8,5% 65 anys o més.
L'edat mediana era de 31 anys. Per cada 100 dones de 18 o més anys hi havia 91,3 homes.
La renda mediana per habitatge era de 39.936 $ i la renda mediana per família de 46.558 $. Els homes tenien una renda mediana de 31.816 $ mentre que les dones 23.761 $. La renda per capita de la població era de 20.831 $. Entorn del 7,5% de les famílies i el 10,3% de la població estaven per davall del llindar de pobresa.

## Poblacions més properes
El següent diagrama mostra les poblacions més properes.